# Бајка над бајкама (трилогија)
„Бајка над бајкама” је трилогија српског књижевника Ненада Гајића, сачињена од романа Сенка у тами (2013), Два цара (2016) и Трећа ноћ (2020), касније обједињена и као једнотомни роман Бајка над бајкама (2021), штампан ћирилицом и са мапом у боји на унутрашњој страни тврдих корица. Из дугогодишег истраживања за ову трилогију настала је и књига Словенска митологија, објављена пре (2011).
Прва књига трилогије, Сенка у тами,  најављена је другог месеца по изласку Словенске митологије, под радним називом Бајка над бајкама, што тек касније постаје заједнички наслов који обухвата сва три појединачна романа серијала.
Украсна кутија за овај комплет ишла је уз претплату на роман Трећа ноћ, али је и након тога била врло тражена, па је издавачка кућа Лагуна решила да доштампа нови тираж и понуди цео комплет као засебно издање. Појединачне књиге трилогије се и даље могу набавити, али уз њих не стиже и специјално дизајнирана заштитна кутија. Као и све књиге серијала, укључујући и касније објављено обједињено издање, и комплет је изузетно тражен и утицајан на топ-листама.

## Радња

### Сенка у тами
Необична дружина, окупљена низом наизглед случајних догађаја, постепено открива да није све онако као што изгледа. Слепа девојчица, мегданџија, чобанин и хроми лопов, у трци за голе животе, пробијаће се кроз живописни свет митских бића и заборављених градова, док њиховим корацима као да управљају древни словенски богови. Сенка са псом Видром бива неочекивано ослепљена од змије чуваркуће, митске заштитнице сваке куће, али касније заузврат стиче немушти језик и моћ да разуме животиње. Она је та коју из нејасних разлога прогоне мрачне силе, док се мала дружина хероја окупља око ње, постепено откривајући своје моћи које превазилазе људска ограничења.

### Два цара
Древна мапа извезена магичним нитима, уништена у првој књизи али поново састављена у овој, крије тајне које воде до оружја потребног да се победи прастаро зло, из дубине времена пробуђена ала, пре но што јунаци буду невољно увучени у ратни вихор који се неумитно надвија. Са једне стране је царевина која, уз помоћ але, већ двадесет лета истрајно шири своје границе, док је с друге стране ослабљено царство које крије улаз у доњи свет, где је пре много векова одложено једино оружје које бештију алу још може трајно поразити. Сукоб два цара је зато неминован и одредиће даљу судбину свега.

### Трећа ноћ
Мала дружина преживелих, окупљена чудним силама, налази се пред кобном мисијом: да сиђу у доњи свет, злогласну Мрачну земљу, у царство мртвих људима ненамењено, како би у лавиринту вечно тамних пећина пронашли древно онострано оружје, скривено дубоко у утробу земље да остане недоступно свима, па и бесмртној бештији. То оружје и његов носилац би, можда, могли спасти свет од пробуђене страхоте из дубине времена. Може ли се победити и у свеопштем поразу, може ли цена победе бити превисока? То су питања за читаоце ове завршне књиге трилогије настале према мотивима народних песама и прича.